# 陈龙 (香港演员)
陈龙（英語：Lung Chan；1942年6月4日—2021年10月10日），是一位香港电影演員、動作指導。

## 生平
陈龙原名陈会龙，其弟弟是知名武术指导陈会毅。兄弟二人都出演过李小龙的电影。
之后多次与洪金宝等人合作，并因为身材等原因，和洪金宝并为洪家班的“两胖”，出演过很多类型的角色。并且他也曾担任过喜剧角色。
2004年后淡出影视圈，后在2021年去世。

## 外部連結
- 陈龙在互联网电影资料库（IMDb）上的資料（英文）
- 陈龙在香港影庫上的簡介
- 豆瓣链接 （页面存档备份，存于）